# 3566 Levitan
3566 Levitan (1979 YA9) là một tiểu hành tinh vành đai chính được phát hiện ngày 24 tháng 12 năm 1979 bởi L. Zhuravleva ở Nauchnyj.